# František Weissenstein
František „Franta“ Weissenstein, auch  František Weisenstein (geboren am 15. Februar 1899 in Kolin, Österreich-Ungarn; gestorben um den 30. September 1944 im KZ Auschwitz), war ein tschechischer Opernsänger (Tenor) und Holocaustopfer.

## Leben
František Weissenstein hatte seit dem Ende des Ersten Weltkriegs an tschechischen Opernbühnen eine wenig bemerkenswerte Karriere mit Interpretationen von Kompositionen nach Vorlagen von Komponisten wie Smetana, Dvořák, Puccini und Lehár absolviert, als die Karriere des 40-jährigen Juden mit der Annexion seiner tschechischen Heimat durch die deutschen Nationalsozialisten zum Erliegen kam. Am 30. November 1941 deportierten deutsche Stellen den Sänger von Prag aus in das Ghetto Theresienstadt, wo Weissenstein Auftritte in den Lagerinszenierungen der Opern Die verkaufte Braut und Der Kuß von Bedřich Smetana absolvierte. Am 28. September 1944 erfolgte Weissensteins Weitertransport in das Vernichtungslager Auschwitz, wo er mutmaßlich kurz nach seiner Ankunft vergast wurde. Weissensteins 17 Jahre älterer Bruder Josef wurde bereits 1942 von den Nazis in Prag ermordet.